# Wladimir Nikolajewitsch Sachnow
Wladimir Nikolajewitsch Sachnow (russisch Владимир Николаевич Сахнов; * 25. April 1961 in Kamenka, Aqmola) ist ein ehemaliger Skilangläufer, der für die Sowjetunion startete.
Sachnow trat 1984 bei den Olympischen Winterspielen in Sarajevo erstmals international in Erscheinung, als er über 30 Kilometer den vierten Platz belegte. Über 50 Kilometer wurde er Achter. Bei den Nordischen Skiweltmeisterschaften 1987 in Oberstdorf gewann Sachnow seine erste Medaille – Silber im Staffelrennen mit Oleksandr Batjuk, Wladimir Smirnow und Michail Dewjatjarow. Erneut Silber mit den Staffelkameraden Smirnow, Dewetjarow und Alexei Prokurorow bei den Olympischen Winterspielen 1988 in Calgary. Im Einzelrennen über 50 Kilometer belegte er Rang zwölf.
Des Weiteren wurde Sachnow dreimal nationaler Meister über 50 Kilometer (1982, 1984, 1986) sowie zwei Mal mit der Staffel (1986, 1987). Im Weltcup erreichte er zweimal den zweiten Platz über 50 Kilometer. Außerdem beendete er die Saison 1983/84 auf dem fünften Platz in der Gesamtwertung.
Nach dem Ende seiner aktiven Karriere war er Skilanglauf-Trainer in seiner Heimat Kasachstan und dabei Cheftrainer der Skilanglauf-Nationalmannschaft von 1993 bis 1999.